# Pożary lasów w Portugalii (2017)
Pożary lasów w Portugalii w 2017 – seria pożarów, które swoim zasięgiem objęły kilka obszarów w Portugalii. Pożary wybuchły dnia 17 czerwca 2017 roku i spustoszyły szczególnie Dystrykt Leiria, położony 160 km na północ od Lizbony. W wyniku pożarów zginęły 64 osoby, a kolejne 204 zostały ranne. 

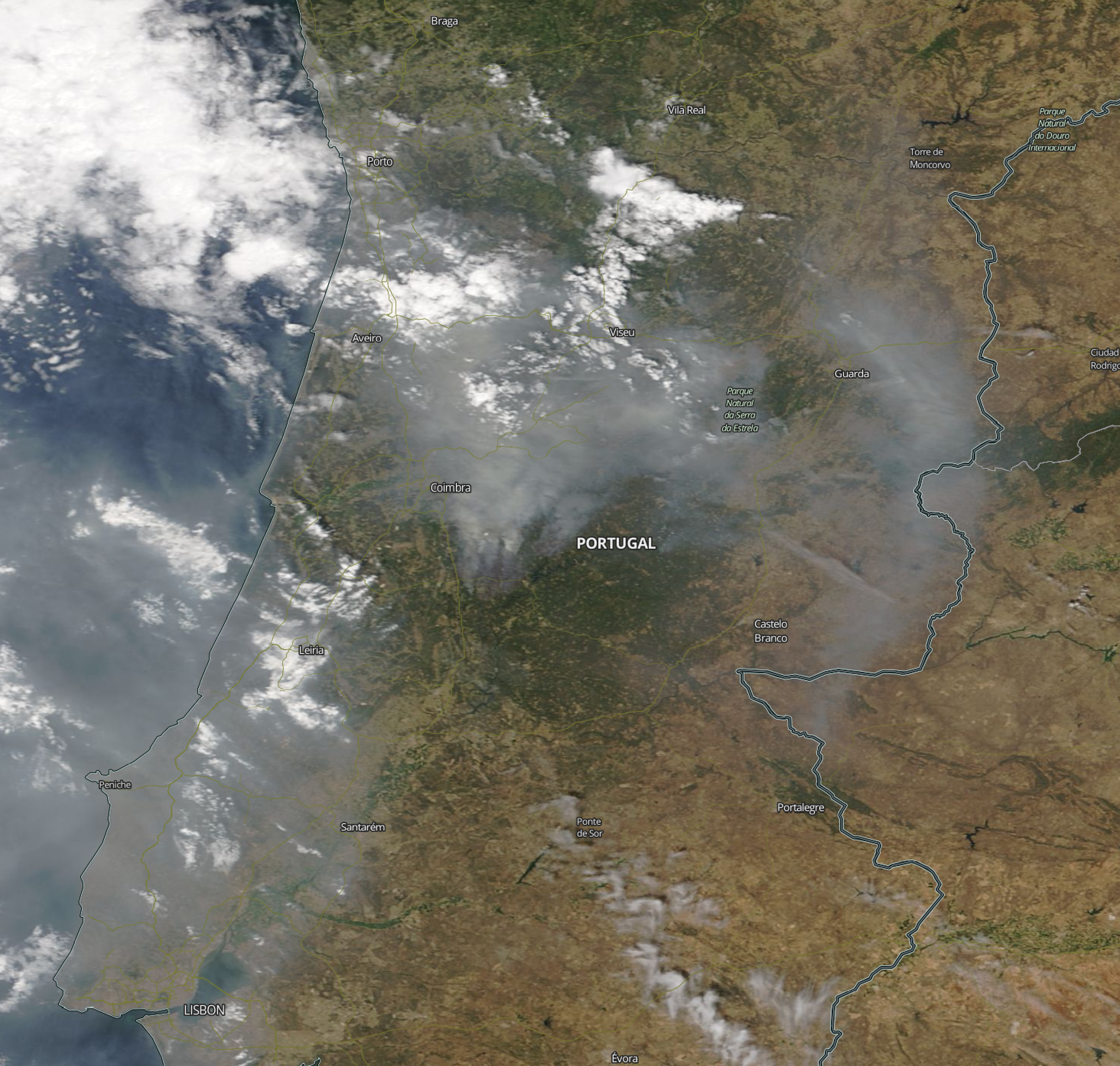
Zdjęcie satelitarne NASA rejonu pożarów wykonane 18 czerwca

Pożary rozpoczęły się 17 czerwca, około godziny 15. Wówczas, nad miastem Pedrógão Grande przeszła sucha burza, w trakcie której piorun uderzył w drzewo, wywołując pożar. Porywisty wiatr szybko rozprzestrzenił ogień na pobliskie lasy. Rozprzestrzenianiu się płomieni pomógł również fakt, że na obszarze dotkniętym kataklizmem od kilku tygodni panowała susza. 
Gdy ogień zaczął zbliżać się do zabudowań, wiele osób postanowiło uciec z zagrożonego regionu samochodami. Na drodze krajowej nr. 236 łączącej Figueiró dos Vinhos z Castanheira de Pera, płomienie odcięły kierowcom drogę ucieczki. Część osób opuściła pojazdy, w poszukiwaniu schronienia, podczas gdy inni pozostali w nich. W spalonych samochodach odnaleziono zwłoki 30 osób, a kolejnych 17 w pobliżu drogi.